# Краснопольская (деревня)
Краснопольская — опустевшая деревня в Даровском районе Кировской области в составе Лузянского сельского поселения.

## География
Находится на расстоянии примерно 44 км по прямой на север от райцентра поселка Даровской на левобережье реки Молома.

## История
Была известна с 1891 года, в 1926 году 27 домохозяйств и 115 жителей, в 1950 22 и 82, в 1989 оставалось 8 жителей.

## Население
| 2010 |
| ---- |
| 0    |

Постоянное население  составляло 3 человека (русские 100%) в 2002 году, 0 в 2010.